# Petru M. Câmpeanu
Petru M. Câmpeanu (n. 1809 – d. 15 aprilie 1893, Miclăușeni, Iași) a fost un filolog, traducător român, membru de onoare al Academiei Române.